# Michele Mastromarino
Michele Mastromarino (* 1. November 1893 in Cagliari; † 25. Juni 1986 ebenda) war ein italienischer Turner.

## Erfolge
Michele Mastromarino nahm 1920 an den Olympischen Spielen in Antwerpen teil. Bei diesen gehörte er zur italienischen Turnriege im Mannschaftsmehrkampf. In diesem traten fünf Mannschaften an, die aus 16 bis 24 Turnern bestehen mussten. Der Wettkampf bestand aus fünf Teildisziplinen, darunter das Reck, der Barren und das Pauschenpferd, in denen ein Maximum von 404 Punkten erzielt werden konnte. Den Italienern gelang mit 359,855 Punkten das beste Resultat aller fünf Mannschaften und sie beendeten den Wettkampf vor Belgien mit 346,765 Punkten und Frankreich mit 340,100 Punkten auf dem ersten Platz.
Mastromarino gewann zusammen mit Arnaldo Andreoli, Ettore Bellotto, Pietro Bianchi, Fernando Bonatti, Luigi Cambiaso, Luigi Contessi, Carlo Costigliolo, Luigi Costigliolo,  Giuseppe Domenichelli, Roberto Ferrari, Carlo Fregosi, Romualdo Ghiglione, Ambrogio Levati, Francesco Loi, Vittorio Lucchetti, Luigi Maiocco, Ferdinando Mandrini, Lorenzo Mangiante, Antonio Marovelli,  Giuseppe Paris, Manlio Pastorini, Ezio Roselli, Paolo Salvi, Giovanni Tubino, Giorgio Zampori und Angelo Zorzi die Goldmedaille und wurde somit Olympiasieger.
Nach dem Ende seiner aktiven Turnkarriere war er in verschiedenen Vereinen als Trainer tätig.